# 奇伦托新堡
奇伦托新堡（義大利語：Castelnuovo Cilento）是意大利萨莱诺省的一个市镇。总面积18平方公里，人口2581人，人口密度143.4人/平方公里（2009年）。ISTAT代码为065032。